# Esquipulas Palo Gordo
Esquipulas Palo Gordo är en kommunhuvudort i Guatemala.   Den ligger i kommunen Municipio de Esquipulas Palo Gordo och departementet Departamento de San Marcos, i den västra delen av landet, 140 km väster om huvudstaden Guatemala City. Esquipulas Palo Gordo ligger 2 486 meter över havet och antalet invånare är 1 533.
Terrängen runt Esquipulas Palo Gordo är bergig åt sydväst, men åt nordost är den kuperad. Runt Esquipulas Palo Gordo är det ganska tätbefolkat, med 248 invånare per kvadratkilometer. Närmaste större samhälle är San Marcos, 4,1 km nordost om Esquipulas Palo Gordo. I omgivningarna runt Esquipulas Palo Gordo växer huvudsakligen savannskog.